# Syrmos
Syrmos (en grec ancien Σύρμος) est un prince thrace, roi des Triballes du IVe siècle av. J.-C. mentionné par Arrien, Strabon et Plutarque.

## Notice historique
En -336, à la mort de Philippe II de Macédoine, les tribus thraces se révoltent contre son fils et successeur Alexandre. Vers -335/-334, Alexandre, qui a combattu et défait les Gètes, traverse le pays des Odryses, et rencontre les Triballes, Syrmos à leur tête. Il les défait sur les bords du fleuve Haemos, sur les bords du fleuve Lyginos et près de l’île de Peucé, où les survivants trouvent refuge. Syrmos a perdu près de 3 000 guerriers et les succès macédoniens poussent d’autres tribus à la paix avec Alexandre, qui nomme son général Zopyrion gouverneur de la Thrace : si Syrmos a survécu, il a perdu tout pouvoir. 

## Lien
- Plutarque, Vies parallèles [détail des éditions] [lire en ligne]